# بركان سانتا ماريا
بركان سانتا ماريا هو بركان نشط كبير يقع في المرتفعات الغربية لغواتيمالا، في مقاطعة كويتزالتنانغو بالقرب من مدينة كويتزالتينانغو.
عرف البركان، قبل القرن 16 قرن الغزو الاسباني للمنطقة.
كان اندلاع بركان سانتا ماريا في عام 1902 واحدة من أكبر ثلاث ثورات القرن 20، بعد جبل بيناتوبو. وهو أيضًا واحد من أكبر خمسة ثورات بركانية خلال الـ 200 عام الماضية (وعلى الأرجح 300) عام.

## التاريخ الجيولوجي
بركان سانتا ماريا هو جزء من مجموعة براكين سييرا مادري، التي تمتد على طول الحافة الغربية لغواتيمالا، مفصولة عن المحيط الهادئ بسهل عريض. تتشكل هذه البراكين عن طريق اندساس صفيحة كوكوس تحت صفيحة الكاريبي، مما أدى إلى تكوين القوس البركاني في أمريكا الوسطى.
تشير التقديرات إلى أن الانفجارات في سانتا ماريا بدأت بحوالي 103 كا. تم بناء الصرح البركاني على أربع مراحل، من 103-72، 72، 60-46، 35-25 كا، وبناء المخروط الكبير الذي يصل إلى حوالي 1,400 متر (4,600 قدم) فوق السهل الذي تقع عليه مدينة كويتزالتنانغو القريبة. بعد الانفجارات البركانية المخروطية، يبدو أن النشاط قد تغير إلى نمط فترات طويلة من الراحة تليها انبعاث تدفقات الحمم البركانية الصغيرة من الفتحات الموجودة على الجبل.

## ثوران بركان 1902

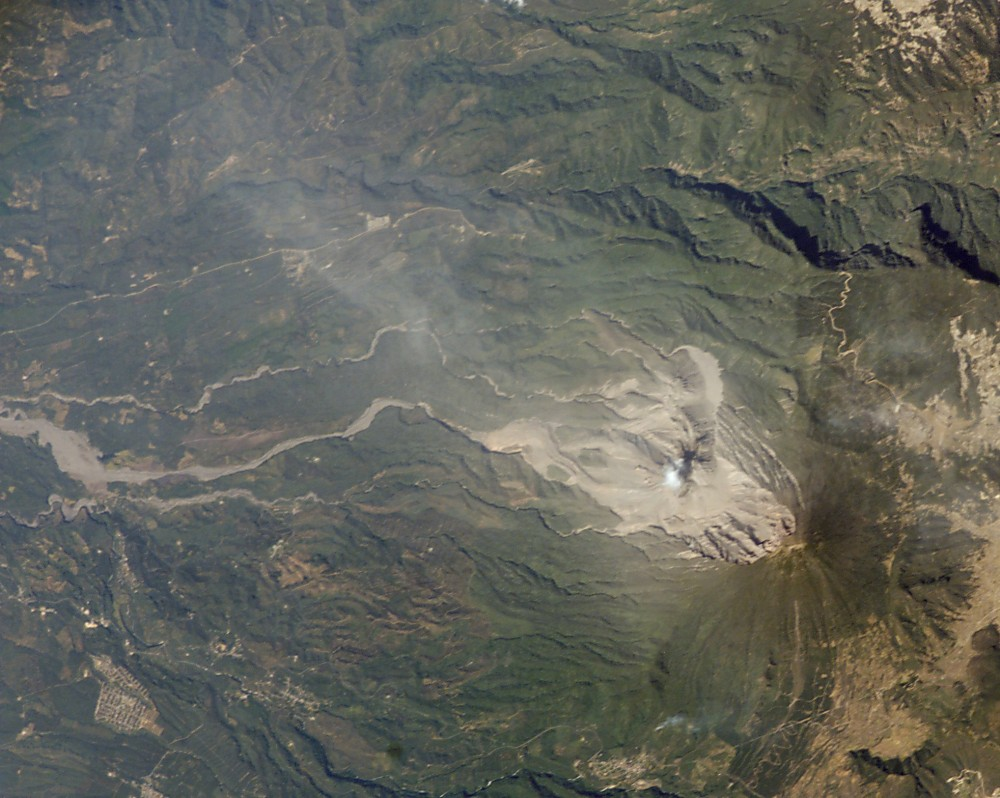
أولا منظر أرتفاع البخار من البركان. ثانيا يمكن رؤية منطقة الجناح التي دمرها ثوران عام 1902 بوضوح. ثالثا يمكن ترسبات لاهار أفعى أسفل وديان الأنهار على يسار الصورة.

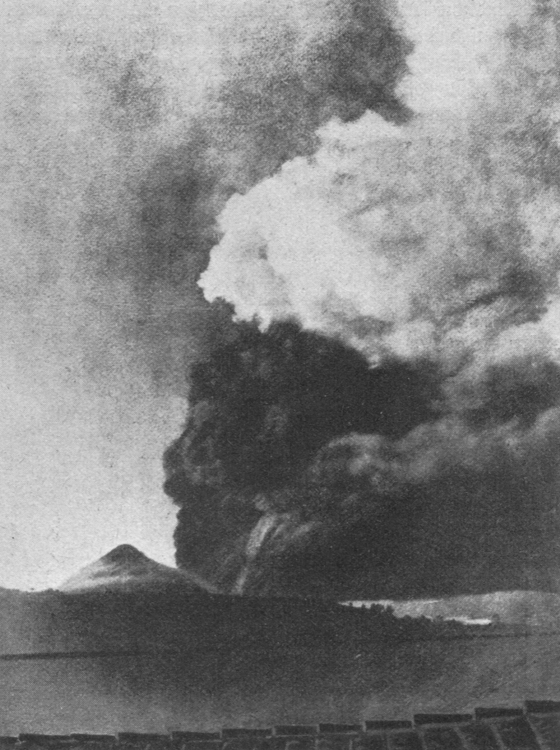
سانتا ماريا، ثوران عام 1902

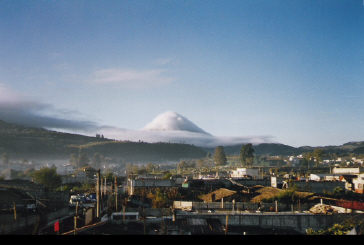
البركان كما شوهد من مدينة كويتزالتنانغو القريبة

حدث أول ثوران لبركان سانتا ماريا في التاريخ المسجل في أكتوبر 1902. قبل عام 1902، كان البركان خامدًا لما لا يقل عن 500 سنة وربما عدة آلاف من السنين، ولكن استيقاظها كان واضحًا من خلال سرب زلزالي في المنطقة بدءًا من يناير 1902، والذي تضمن زلزالًا كبيرًا في أبريل 1902. بدأ الثوران في 24 أكتوبر، ووقعت أكبر الانفجارات على مدار اليومين التاليين، مما أدى إلى إخراج ما يقدر بـ 8 كيلومتر مكعب (1.9 ميل3) من الصهارة. كان الثوران البركاني من أكبر الثورات في القرن العشرين، ولم يكن سوى أقل بقليل من ثوران جبل بيناتوبو في عام 1991. كان للثوران مؤشر انفجار بركاني (VEI) يبلغ 6، وبالتالي فهو «هائل».
سقط الخفاف الذي تشكل في الثوران المناخي على مساحة تبلغ حوالي 273,000 كيلومتر مربع (105,000 ميل2)، والرماد البركاني في أماكن بعيدة مثل سان فرانسيسكو، 4,000 كيلومتر (2,500 ميل). حدث الانفجار من فتحة تهوية على الجانب الجنوبي الغربي من البركان، تاركًا فوهة بركان حوالي 1 كيلومتر (0.62 ميل) وقطرها حوالي 300 متر (980 قدم) عميقًا، يمتد من أسفل القمة مباشرة إلى ارتفاع يبلغ حوالي 2,300 متر (7,500 قدم). كان أول دليل على الانفجار هو رش الرمل على كويزالتينانجو. ثم تغيرت الرياح من الجنوب إلى الشرق وبدأ الرماد يتساقط في هيلفيتيا، مزرعة البن على بعد ستة أميال إلى الجنوب الغربي.
في منتصف الكارثة، اضطرت السلطات الإقليمية في كويتزالتينانغو إلى تولي المسؤولية، حيث ركزت الحكومة المركزية على الاحتفال بـ «فيستاس مينيرفالياس»، وهو أكبر مهرجان دعائي لنظام الرئيس مانويل إسترادا كابريرا؛ علاوة على ذلك، ركزت الحكومة المركزية على المهرجان لدرجة أنها حاولت التقليل من تأثير الثوران وذهبت إلى حد إخبار المواطنين أنه لم يكن في الأراضي الغواتيمالية، ولكن في المكسيك. علاوة على ذلك، كان رد الحكومة الرسمي هو إخبار سلطات كويتزالتينانغو بعدم وجود أموال للتعافي، حيث تم إنفاق تلك الأموال بالفعل للمساعدة بعد زلزال أبريل 1902. ظل هذه الظروف، أعلنت السلطات الإقليمية في كويتزالتنانغو أن كل المحاصيل الزراعية في المنطقة الغربية قد دمرت، وتوقعت حدوث مجاعة بسبب نقص الغذاء. وبالمثل، كانت الأبقار تحتضر وكان هناك نقص في اللحوم أيضًا. سمحت لهم الحكومة المركزية باستيراد الدقيق بدون ضرائب للأشهر القليلة القادمة.
بالنسبة للسكان الأصليين، كانت عواقب الثوران كارثية: لم يفقدوا أقاربهم وأصدقائهم ومنازلهم وحصادهم فحسب، بل أجبروا أيضًا على العمل مجانًا في التعافي بينما تم تعويض مالكي العقارات «الكريولو» عن خسارة الأراضي التي تمت مصادرتها من المجتمعات المحلية في مقاطعة سان ميغيل أوسبانتان كيتشي، بنام في مقاطعة سوشيتبيكيز وفي مقاطعة سولولا.

### 1902 تسلسل اندلاع الأحداث
- 24 أكتوبر: 5:00 مساءً: في سان فيليبي سمع صوت يشبه هدير شلال لمدة خمس دقائق قادمًا من البركان. لكن الضباب المحيط بالبركان لم يسمح بأي مراقبة مباشرة لما كان يحدث.
- 24 أكتوبر: 6:00 مساءً: بدأت الرماد يتساقط فوق Quetzaltenango
- 24 أكتوبر: 7:00 مساءً: يتذكر الشهود رؤية البرق وضوء أحمر ناري قوي قادم من البركان، وضوضاء مشابهة لضوضاء الفرن الصناعي.
- 24 أكتوبر: 8:00 مساءً: من سان فيليبي يمكن للمرء أن يرى عمودًا ضخمًا من الرماد الأسود مع العديد من الزوابع تتقاطع مع آلاف الصواعق والخطوط المنحنية للضوء الأحمر. ظلت جميع المنطقة المحيطة بالبركان تهتز وسمع دوي انفجارات كبيرة حتى 160 كيلومتر (99 ميل) حملت الرياح القوية الرماد والحطام بقدر 800 كيلومتر (500 ميل) بعيدًا أو أكثر؛ حلق جزء من السحابة على الجانب الشمالي من المخروط لعدة أيام، وتبع ذلك ظلام دامس.
- 25 أكتوبر: 1:00 صباحًا: أصبح الثوران أكثر عنفًا وبدأت الصخور الكبيرة من البركان تتساقط حتى 14 كيلومتر (8.7 ميل)، ودمر البلدات ومنازل المزارع.
- 26 أكتوبر: 12:00 ص: هدأ البركان.
- 26 أكتوبر / تشرين الأول: 3:00 بعد الظهر: ثوران بركان آخر، ولكن هذه المرة ظهر عمود أبيض، والذي من المحتمل أن يكون مكونًا من بخار الماء.[8]

## قبة سانتياجويتو

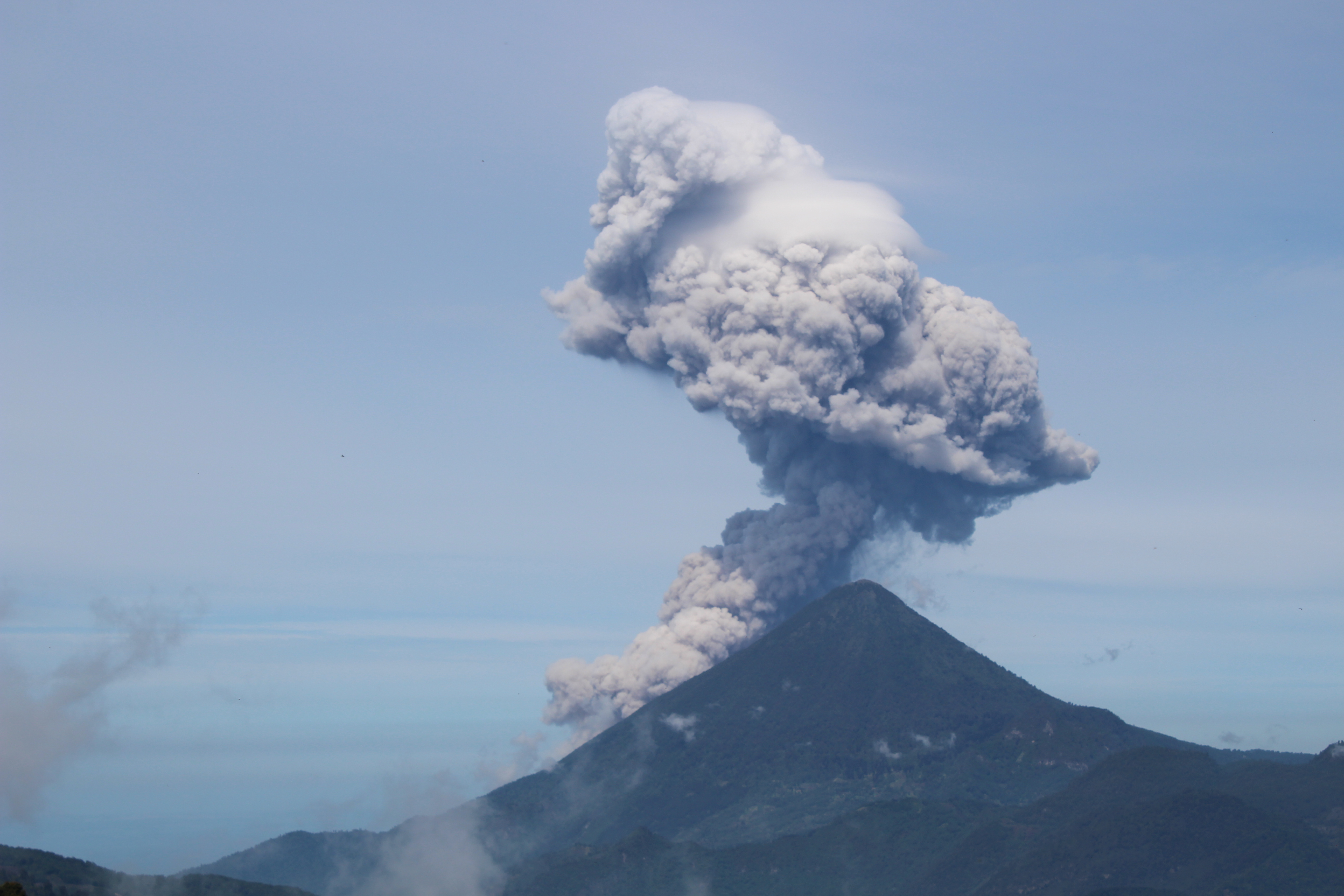
سانتياجويتو، في ثوران 2016

أعقب ثوران عام 1902 20 سنوات من السكون. بدأت الانفجارات الجديدة في عام 1922، مع قذف مجمع قبة الحمم البركانية في فوهة البركان التي خلفها ثوران عام 1902. مجمع قبة الحمم البركانية، والذي كان اسمه سانتياغيتو، لا يزال نشطا اليوم مع أكثر من حديد 1Km 3 من الحمم البركانية اندلعت حتى الآن. يحتوي مجمع قبة الحمم على أربع قباب رئيسية وأسماؤها بالإسبانية: El Caliente و La Mitad و El Monje و El Brujo. الفتحة النشطة حاليًا هي El Caliente.
كان نمو القبة داخليًا وخارجيًا. يشير الأول إلى التوسع الداخلي للقبة لاستيعاب الحمم الجديدة، ويشير الأخير إلى التراكم السطحي للحمم البركانية. تم تركيز النشاط في عدة فتحات مختلفة، ولدى سانتياجويتو الآن مظهر العديد من القباب المتداخلة. في بداية نمو القبة، كان التكوين عبارة عن داسيت، مطابق لتكوين ثوران سانتا ماريا. بحلول عام 1990، تحول التكوين إلى موقع أنديز أقل تطورًا. تم اقتراح أن هذا يرجع إلى غرفة الصهارة الطبقية أسفل البركان.
تألفت البراكين الخارجية المبكرة (قبل عام 1990) من أشواك الحمم البركانية وتدفقات الحمم البركانية. في الوقت الحاضر، تنفجر فقط تدفقات الحمم البركانية. كل النشاط البركاني دوري بمقاييس زمنية دورية 10 + سنوات بين فترات البراكين العالية مع معدلات بثق عالية وبراكين منخفضة مع معدلات بثق منخفضة. كان أحدث معدل بثق مرتفع في 2011-2015 مع تمركز أكثر من أربعة تدفقات حمم بركانية جديدة. كانت الانفجارات الصغيرة المتكررة وتدفقات الحمم البركانية مستمرة طوال نمو القبة.
على الرغم من أن معظم نشاط سانتياجويتو البركاني كان لطيفًا نسبيًا، فقد حدثت انفجارات عرضية أكبر. في عام 1929، انهار جزء من القبة، مما أدى إلى تدفقات الحمم البركانية التي قتلت من مئات إلى 5000 أشخاص. تسببت تساقط الصخور من حين لآخر في تدفقات حمم بركانية أصغر، كما أن الانفجارات الرأسية للرماد إلى ارتفاعات بضعة كيلومترات فوق القبة شائعة. تعتبر سانتياجويتو الآن منطقة جذب سياحي، حيث تحدث ثورات بركانية طفيفة بانتظام ويمكن ملاحظتها من قبل الزوار من قمة سانتا ماريا.

## الأخطار البركانية في سانتا ماريا

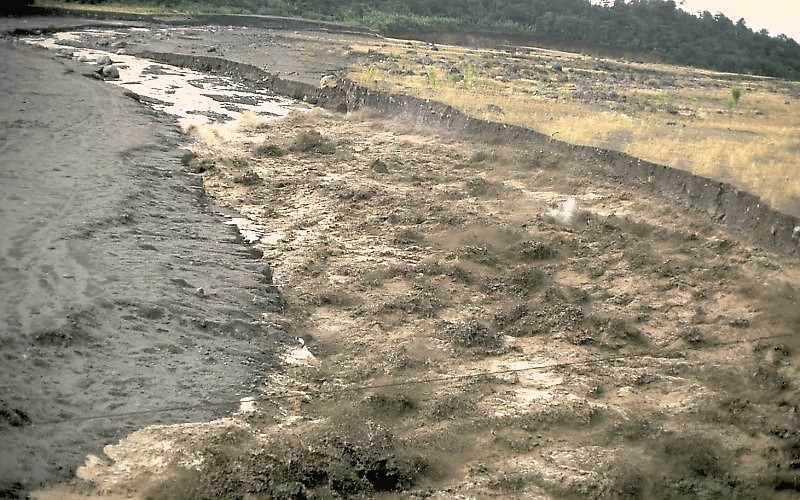
يندفع نهر حار في وادي نهر بالقرب من القبة El Palmar في عام 1989

تتأثر المناطق الواقعة جنوب سانتا ماريا إلى حد كبير بالنشاط البركاني في سانتياغويتو. حاليًا، أكثر الأخطار البركانية شيوعًا في سانتا ماريا هي اللاهار، والتي تحدث كثيرًا في موسم الأمطار بسبب هطول الأمطار الغزيرة على الرواسب البركانية السائبة. تعتبر لاهار كبيرة خصوصًا ومتكررة خلال فترات البراكين العالية في سانتياجويتو. بلدة El Palmar، 10 كيلومتر (6.2 ميل) من سانتياجويتو، تم تدميرها مرتين من قبل اللاهار من سانتياجويتو مما أجبر المدينة على الانتقال إلى نويفو إل بالمار الحالي، وتضررت البنية التحتية مثل الطرق والجسور بشكل متكرر. أثرت رواسب Lahar من Santiaguito على الأنهار على طول الطريق إلى المحيط الهادئ.
تحدث تدفقات الحمم الثابتة القريبة من سانتياجويتو، ويمكن أن تصل إلى 4 كيلومترات من الفتحة. يحدث نشاط تدفق الحمم البركانية في دورات، مع حدوث تدفقات الحمم الأطول خلال أوقات النشاط البركاني العالي. يحدث الكثير من تدفقات الحمم البركانية الأقصر خلال فترات أطول من النشاط البركاني المنخفض. تتدفق تدفقات الحمم البركانية هذه على مسافة قصيرة فقط من الفتحة قبل الانهيار. الصهارة في قبة سانتياجويتو غنية بالسيليكا وبالتالي فهي لزجة للغاية. تدفقات الحمم البركانية بطيئة الحركة وتتسبب في الغالب في تلف الممتلكات، على الرغم من أن تدفقات الحمم البركانية الكارثية قد نشأت في الماضي من تدفقات الحمم البركانية، والتي امتدت عدة كيلومترات نحو الغرب.

## روابط خارجية
- سانتا ماريا: صور وأنشطة حديثة، من VolcanoWorld
- معلومات عن بركان سانتا ماريا
- حساب زيارة إلى مرصد Santiaguito Volcano في مدونة Magma Cum Laude